# Za Bakdaz: The Unfinished Opera
| Recensione | Giudizio |
| ---------- | -------- |
| AllMusic   |          |

Za Bakdaz: The Unfinished Opera è il terzo e ultimo album di inediti del cantante tedesco Klaus Nomi, pubblicato postumo nel 2008.

## Descrizione
Registrato tra il 1979 e il 1983, l'album contiene una serie di registrazioni eseguite con George Elliott e Page Wood per un ipotetico terzo album che però non vide mai la luce a causa della prematura scomparsa di Nomi. Rubber Band Laser è la versione primordiale del quasi omonimo brano contenuto nell'album Simple Man, Valentine's Day è presente nella colonna sonora del film Romeos del 2011, mentre Silent Night è una versione inedita del noto brano natalizio.

## Tracce
(CD) Heliocentric USA 2008
1. High Wire (Edwin Astley) – 2:04
2. Valentine's Day (George Elliott, Klaus Nomi, Page Wood) – 2:49
3. Enchanté (George Elliott, Klaus Nomi, Page Wood) – 4:31
4. Overture (George Elliott, Klaus Nomi, Page Wood) – 2:42
5. Cre Spoda (George Elliott, Klaus Nomi, Page Wood) – 3:03
6. Metronomi (George Elliott, Klaus Nomi, Page Wood) – 2:44
7. Intermezzo (George Elliott, Klaus Nomi, Page Wood) – 1:16
8. Za Bakdaz (Live) (George Elliott, Klaus Nomi, Page Wood) – 3:09
9. Perne-A-Gyre (George Elliott, Klaus Nomi, Page Wood) – 2:56
10. Finale (George Elliott, Klaus Nomi, Page Wood) – 2:34
11. Rubber Band Laser (Joey Arias, Tony Frere) - 2:21
12. Silent Night (Tradizionale) - 1:38

## Promozione
Da questo album fu estratto un singolo:

### Za Bak Daz / Silent Night
(CD) Heliocentric USA 1998
1. Za Bak Daz (1979) - 5:24
2. Silent Night - 1:43

- In questo singolo, uscito dieci anni prima dell'omonimo album, Za Bak Daz è scritto in maniera leggermente differente.
- La traccia Za Bak Daz contiene cinque versioni del brano.

## Crediti
- Klaus Nomi: voce e cori
- George Elliott: chitarra e basso
- Page Wood: batteria
- Michael Halsband, Curtis Knapp, Page Wood: immagine di copertina
- Album prodotto da Ron Johnsen